# Mackerrasomyia brevibarba
Mackerrasomyia brevibarba är en tvåvingeart som först beskrevs av Jean-Jacques Kieffer 1917.  Mackerrasomyia brevibarba ingår i släktet Mackerrasomyia och familjen svidknott. Inga underarter finns listade i Catalogue of Life.